# Domenico Castorina
Domenico Castorina (Catania, 27 gennaio 1812 – Torino, 21 marzo 1850) è stato uno scrittore italiano.

## L'opera
La sua opera più famosa fu I tre alla difesa di Torino nel 1706, racconto pubblicato a Torino presso Carlo Schiepatti, in due volumi, nel 1847 e proposto da Antonino Abate come lettura all'allievo Giovanni Verga. 
Castorina provvede sin dalle pagine del Proemio a conferire legittimità ad una scelta formale che evidentemente dissente dal considerare in Italia di retroguardia. Egli interpreta e difende una certa idea di scrittura: nella sua visione, la letteratura deve insistere su eventi e snodi di assoluta rilevanza all’interno della storia nazionale, come aveva fatto Scott narrando, ad esempio, della Guerra delle Due Rose. È questa la straordinaria possibilità che gli scrittori posseggono per incidere sulle sorti unitarie: Castorina indica pertanto come modelli da imitare D'Azeglio, Guerrazzi e Brofferio, stroncando invece I promessi sposi di Manzoni, romanzo cui è rimproverata «la mancanza della idea italiana», che fa «quel libro […] grande dalla parte del diletto e della istruzione», ma «nullo da quella dell’utilità nazionale».
Il soggetto storico de I tre alla difesa di Torino verte, invece, su «un soggetto grande e italianissimo quale è quello dell'assedio di Torino», episodio di primo piano nella storia nazionale italiana: di forte ispirazione civile e patriottica, l’opera ricostruisce la vicenda della fiera opposizione sabauda all’accerchiamento della Cittadella, avvenuto nel maggio 1706 durante la guerra per la successione al trono di Spagna e protrattosi fino al 7 settembre, data in cui i valorosi patrioti al seguito del Principe Eugenio e del duca Vittorio Amedeo II ebbero finalmente la meglio sulle truppe franco-spagnole del re Luigi XIV, costringendole alla ritirata.
L’opera è proposta ai fruitori come racconto, trasposizione narrativa di fatti storicamente avvenuti e documentati: le fonti storiche (Balbo, Denina, Giannone, Muratori, Cantù, Cibrario) sono esibite attraverso precisi innesti testuali per avvalorare la tesi della eroica resistenza italiana all’attacco straniero e mostrare che «gli aiuti alemanni» giunsero a dar manforte ai patrioti sabaudi solo in prossimità dello scioglimento della «gran lite».
Fu anche autore di un poema epico, Cartagine distrutta, pubblicato a Catania presso Carmelo Pastore nel 1835, poi presso Pietro Giuntini nel 1837, del poema Napoleone a Mosca (Torino, Stamperia Ferrero, Vertamy e comp.a, 1845), dei canti lirici Nuova Grecia (Torino, Tip. Castellazzo e Degaudenzi, 1849), dell'ode In morte del re Carlo Alberto (Torino, Tip. Castellazzo e Degaudenzi, 1849).